# Bad Suderode
Bad Suderode è una frazione (Ortsteil) del comune tedesco di Quedlinburg, situato nel circondario di Harz, nel land della Sassonia-Anhalt.

## Storia
Fino al 30 giugno 2009 Bad Suderode era un comune autonomo.